# ناند عملاق
ناند عملاق (الاسم العلمي:Nandus nandus) (بالإنجليزية: Gangetic leaffish)‏ هو نوع من الأسماك يتبع جنس الناند من فصيلة النانديات.